# Léonce Élie de Beaumont

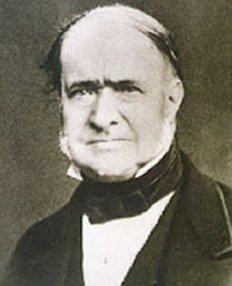
Léonce Élie de Beaumont

Jean-Baptiste Armand Louis Léonce Élie de Beaumont (Mézidon-Canon (Calvados), 25 september 1798 – aldaar, 21 september 1874) was een Franse geoloog en mijnbouwkundige. Élie de Beaumont werkte mee aan de eerste gedetailleerde geologische kaart van Frankrijk. Zijn theorie over het ontstaan van gebergteketens was in de 19e eeuw toonaangevend, maar is tegenwoordig vanuit wetenschappelijk oogpunt niet meer relevant.

## Wetenschappelijke loopbaan
Élie de Beaumont bezocht het Lycee Henri IV en de École polytechnique, waar hij zijn diploma behaalde in 1819; daarna studeerde hij aan de École des mines (1819-1822). Tijdens zijn studie raakte hij geïnteresseerd in geologie. In 1823 konden hij en Armand Dufrénoy met de hoogleraar geologie, Brochant de Villiers, mee op een wetenschappelijke rondreis door Engeland en Schotland. Doel was de principes waarop George Bellas Greenoughs geologische kaart van Engeland was gebaseerd te bestuderen, om daarna een soortgelijke kaart van Frankrijk te kunnen maken.
In 1835 werd Élie de Beaumont zelf hoogleraar aan de École des Mines, daarvoor was hij sinds 1827 assistent van Brochant de Villiers geweest. Daarnaast nam hij Georges Cuviers leerstoel in de geologie aan het Collège de France over in 1832. Hij was hoofdingenieur van de Franse Staatsmijnen van 1833 tot 1847, daarna werd hij inspecteur-generaal. In 1852 werd hij door een presidentieel decreet senator van Frankrijk. In 1853 volgde hij François Arago op als secretaris van de Académie des Sciences. Verder was hij lid van de Pruisische Academie van Wetenschappen te Berlijn en de Royal Society te Londen.

## Ideeën over geologie
Alexander von Humboldt had tijdens zijn reis naar Zuid-Amerika (1799 tot 1804) onder andere de ligging en geometrie van gebergten onderzocht. Op grond van Von Humboldts gegevens schreef Élie de Beaumont een publicatie, die in 1829 aan de Académie de Sciences werd voorgelezen. In 1852 zou hij in zijn driedelige werk Notice sur le système des montagnes deze theorie verder uitbreiden.
Als aanhanger van het catastrofisme van Georges Cuvier geloofde hij dat grote discordanties in gebergten het gevolg waren van korte heftige gebeurtenissen (de catastrofes waaraan de theorie haar naam dankt). Van deze gebeurtenissen waren er meerdere geweest tijdens het bestaan van de Aarde, en telkens zouden vele soorten zijn uitgestorven, wat de verschillende fossielinhoud van gesteenten aan weerszijden van discordanties verklaarde. Gebergten zouden zijn gevormd tijdens deze gebeurtenissen. De reden voor de plotselinge catastrofale fases van gebergtevorming was volgens Élie de Beaumont het idee van René Descartes, dat het afkoelen van de Aarde ervoor zorgt dat deze langzaam inkrimpt. Deze verouderde denkwijze wordt de contractietheorie genoemd.
In zijn eerste publicatie onderscheidde hij vier fasen van gebergtevorming (tegenwoordig wel orogeneses genoemd). Hoewel hij bij verder geologisch onderzoek op zo veel discordanties stuitte, dat hij het aantal catastrofen steeds verder naar boven bij moest stellen, bleef hij aanhanger van het catastrofisme.
Élie de Beaumont stelde bovendien dat alle bergketens parallel aan dezelfde grootcirkel rond de Aarde tegelijkertijd moeten zijn ontstaan, terwijl tussen deze grootcirkels bovendien door een stelsel van vijfhoeken (in een dodecaëder) met elkaar verbonden waren. Dankzij zijn reputatie kon Élie de Beaumont zijn vergezochte stelling onder de aandacht brengen, maar algemeen aanvaard werd deze nooit. Beaumonts stelling heeft desondanks grote invloed op de geologie gehad, omdat hij bij het verzamelen van bewijzen ervoor het inzicht in de structuur van gebergten vooruit hielp.
Zowel het catastrofisme als Élie de Beaumonts veronderstelling dat krimping van de Aarde tot gebergtevorming leidt zijn geleidelijk verdrongen door modernere concepten.
Élie de Beaumonts grootste verdienste is desondanks waarschijnlijk het onderzoek naar de geologie van Frankrijk (samen met Dufrénoy) geweest. Dit onderzoek leidde tot de eerste geologische kaart van Frankrijk. Tot lang na zijn emeritaat aan de École des Mines bleef hij gedetailleerde kaarten publiceren.
- Bibliothèque nationale de France: cb12572566j (data)
- Catàleg d'autoritats de noms i títols de Catalunya: 981059737540706706
- CiNii: DA18963726
- Gemeinsame Normdatei: 116098627
- International Standard Name Identifier: 0000 0001 1557 1322
- Library of Congress Control Number: nr98021213
- Base Léonore: LH//894/38
- Nationale Bibliotheek van Tsjechië: mzk2010607936
- Nationale bibliotheek van Australië: 35113183
- Nederlandse Thesaurus van Auteursnamen: 162641249
- Réseau des bibliothèques de Suisse occidentale: 02-A003214071
- SNAC: w6ht46b7
- Système universitaire de documentation: 035040823
- Trove: 830376
- Virtual International Authority File: 73970870
- WorldCat: E39PBJj4qBKw7T63yQPXPjmjmd